# حسینیه میان ده ترکان
حسینیه میان ده ترکان مربوط به دوره قاجار است و در شهرستان خاتم، بخش مروست، دهستان هرابرجان، روستای ترکان، محله وسط (میان ده) واقع شده و این اثر در تاریخ ۱۲ دی ۱۳۸۶ با شمارهٔ ثبت ۲۰۴۶۷ به‌عنوان یکی از آثار ملی ایران به ثبت رسیده است.